# Bashohli
Bashohli é uma cidade e uma notified area committee no distrito de Kathua, no estado indiano de Jammu & Kashmir.

## Demografia
Segundo o censo de 2001, Bashohli tinha uma população de 5865 habitantes. Os indivíduos do sexo masculino constituem 53% da população e os do sexo feminino 47%. Bashohli tem uma taxa de literacia de 77%, superior à média nacional de 59,5%; com 57% para o sexo masculino e 43% para o sexo feminino. 12% da população está abaixo dos 6 anos de idade.